# Lepomis marginatus
Lepomis marginatus är en fiskart som först beskrevs av Holbrook, 1855.  Lepomis marginatus ingår i släktet Lepomis och familjen Centrarchidae. Inga underarter finns listade i Catalogue of Life.